# Corviglia
La Corviglia è una pista sciistica situata a Sankt Moritz, in Svizzera. Sul pendio, che si snoda sul Piz Nair, si tengono gare di discesa libera e di supergigante di varie importanti competizioni internazionali di alto livello, tra cui la Coppa del Mondo di sci alpino, tre edizioni dei Campionati mondiali e una delle Olimpiadi.
Nello stesso comprensorio sciistico, poco distante, si trova anche la più recente pista Engiadina, utilizzata esclusivamente per gare femminili e che ha ospitato oltre ad alcune gare di Coppa del Mondo anche le ultime due edizioni dei Mondiali.

## Olimpiadi

### Uomini
| Competizione                | Specialità      | Data                | Oro            | Argento       | Bronzo                     |
| --------------------------- | --------------- | ------------------- | -------------- | ------------- | -------------------------- |
| V Giochi olimpici invernali | Discesa libera  | 2 febbraio 1948     | Henri Oreiller | Franz Gabl    | Karl Molitor Ralph Olinger |
| V Giochi olimpici invernali | Combinata       | 2 - 4 febbraio 1948 | Henri Oreiller | Karl Molitor  | James Couttet              |
| V Giochi olimpici invernali | Slalom speciale | 5 febbraio 1948     | Edy Reinalter  | James Couttet | Henri Oreiller             |

### Donne
| Competizione                | Specialità      | Data                | Oro              | Argento          | Bronzo          |
| --------------------------- | --------------- | ------------------- | ---------------- | ---------------- | --------------- |
| V Giochi olimpici invernali | Discesa libera  | 2 febbraio 1948     | Hedy Schlunegger | Trude Beiser     | Resi Hammerer   |
| V Giochi olimpici invernali | Combinata       | 2 - 4 febbraio 1948 | Trude Beiser     | Gretchen Fraser  | Erika Mahringer |
| V Giochi olimpici invernali | Slalom speciale | 5 febbraio 1948     | Gretchen Fraser  | Antoinette Meyer | Erika Mahringer |

## Mondiali

### Uomini
| Competizione | Specialità | Data                  | Oro                | Argento             | Bronzo                        |
| ------------ | ---------- | --------------------- | ------------------ | ------------------- | ----------------------------- |
| 1934         | DH         | 15 febbraio 1934      | David Zogg         | Franz Pfnür         | Ido Cattaneo Heinz von Allmen |
| 1934         | SL         | 17 febbraio 1934      | Franz Pfnür        | David Zogg          | Willi Steuri                  |
| 1934         | KB         | 15 - 17 febbraio 1934 | David Zogg         | Franz Pfnür         | Heinz Von Allmen              |
| 2003         | SG         | 2 febbraio 2003       | Stephan Eberharter | Hermann Maier       | Bode Miller                   |
| 2003         | KB         | 6 febbraio 2003       | Bode Miller        | Lasse Kjus          | Kjetil André Aamodt           |
| 2003         | DH         | 8 febbraio 2003       | Michael Walchhofer | Kjetil André Aamodt | Bruno Kernen                  |
| 2003         | SL         | 16 febbraio 2003      | Ivica Kostelić     | Silvan Zurbriggen   | Giorgio Rocca                 |
| 2017         | SG         | 8 febbraio 2017       | Erik Guay          | Kjetil Jansrud      | Manuel Osborne-Paradis        |
| 2017         | DH         | 12 febbraio 2017      | Beat Feuz          | Erik Guay           | Max Franz                     |
| 2017         | AC         | 13 febbraio 2017      | Luca Aerni         | Marcel Hirscher     | Mauro Caviezel                |
| 2017         | GS         | 17 febbraio 2017      | Marcel Hirscher    | Roland Leitinger    | Leif Kristian Nestvold-Haugen |

### Donne
| Event | Specialità | Data                  | Oro            | Argento          | Bronzo               |
| ----- | ---------- | --------------------- | -------------- | ---------------- | -------------------- |
| 1934  | DH         | 15 febbraio 1934      | Anny Rüegg     | Christl Cranz    | Lisa Resch           |
| 1934  | SL         | 16 febbraio 1934      | Christl Cranz  | Lisa Resch       | Rösli Rominger       |
| 1934  | KB         | 15 - 16 febbraio 1934 | Christl Cranz  | Lisa Resch       | Anny Rüegg           |
| 2017  | AC         | 10 febbraio 2017      | Wendy Holdener | Michelle Gisin   | Michaela Kirchgasser |
| 2017  | GS         | 16 febbraio 2017      | Tessa Worley   | Mikaela Shiffrin | Sofia Goggia         |

## Coppa del Mondo

### Uomini

#### Discesa libera
| Competizione                       | Data             | Primo              | Secondo           | Terzo              |
| ---------------------------------- | ---------------- | ------------------ | ----------------- | ------------------ |
| Coppa del Mondo di sci alpino 1971 | 16 gennaio 1971  | Walter Tresch      | Bernhard Russi    | Andreas Sprecher   |
| Coppa del Mondo di sci alpino 1972 | 5 dicembre 1971  | Bernhard Russi     | Heinrich Messner  | Walter Tresch      |
| Coppa del Mondo di sci alpino 1973 | 11 febbraio 1973 | Werner Grissmann   | Josef Walcher     | Franz Klammer      |
| Coppa del Mondo di sci alpino 1975 | 15 dicembre 1975 | Franz Klammer      | Herbert Plank     | Werner Grissmann   |
| Coppa del Mondo di sci alpino 1981 | 21 dicembre 1980 | Steve Podborski    | Peter Wirnsberger | Peter Müller       |
| Coppa del Mondo di sci alpino 2002 | 2 febbraio 2002  | Stephan Eberharter | Fritz Strobl      | Michael Walchhofer |
| Coppa del Mondo di sci alpino 2016 | 16 marzo 2016    | Beat Feuz          | Steven Nyman      | Erik Guay          |

#### Supergigante
| Competizione                       | Data          | Primo     | Secondo                                | Terzo |
| ---------------------------------- | ------------- | --------- | -------------------------------------- | ----- |
| Coppa del Mondo di sci alpino 2016 | 17 marzo 2016 | Beat Feuz | Kjetil Jansrud Aleksander Aamodt Kilde |       |

#### Slalom gigante
| Competizione                       | Data            | Primo              | Secondo           | Terzo             |
| ---------------------------------- | --------------- | ------------------ | ----------------- | ----------------- |
| Coppa del Mondo di sci alpino 2002 | 3 febbraio 2002 | Stephan Eberharter | Didier Cuche      | Hans Knauß        |
| Coppa del Mondo di sci alpino 2014 | 2 febbraio 2014 | Ted Ligety         | Marcel Hirscher   | Alexis Pinturault |
| Coppa del Mondo di sci alpino 2016 | 19 marzo 2016   | Thomas Fanara      | Alexis Pinturault | Mathieu Faivre    |

#### Slalom speciale
| Competizione                       | Data            | Primo        | Secondo         | Terzo                  |
| ---------------------------------- | --------------- | ------------ | --------------- | ---------------------- |
| Coppa del Mondo di sci alpino 1971 | 17 gennaio 1971 | Tyler Palmer | Harald Rofner   | Gustav Thöni           |
| Coppa del Mondo di sci alpino 2016 | 20 marzo 2016   | André Myhrer | Marcel Hirscher | Sebastian Foss Solevåg |

### Donne

#### Discesa libera
È incerto se le gare del 1999, 2000 e 2001 (evidenziate) si siano tenute sulla Corviglia o sulla vicina Engiadina.
| Competizione                       | Data             | Prima                 | Seconda          | Terza              |
| ---------------------------------- | ---------------- | --------------------- | ---------------- | ------------------ |
| Coppa del Mondo di sci alpino 1972 | 3 dicembre 1971  | Annemarie Moser-Pröll | Françoise Macchi | Jacqueline Rouvier |
| Coppa del Mondo di sci alpino 1973 | 10 febbraio 1973 | Annemarie Moser-Pröll | Ingrid Gfölner   | Wiltrud Drexel     |
| Coppa del Mondo di sci alpino 2000 | 17 dicembre 1999 | Isolde Kostner        | Regina Häusl     | Špela Bračun       |
| Coppa del Mondo di sci alpino 2000 | 18 dicembre 1999 | Pernilla Wiberg       | Renate Götschl   | Hilde Gerg         |
| Coppa del Mondo di sci alpino 2001 | 16 dicembre 2000 | Brigitte Obermoser    | Renate Götschl   | Emily Brydon       |
| Coppa del Mondo di sci alpino 2001 | 17 dicembre 2000 | Renate Götschl        | Isolde Kostner   | Régine Cavagnoud   |
| Coppa del Mondo di sci alpino 2002 | 21 dicembre 2001 | Sylviane Berthod      | Isolde Kostner   | Corinne Rey-Bellet |
| Coppa del Mondo di sci alpino 2004 | 20 dicembre 2003 | Renate Götschl        | Hilde Gerg       | Maria Riesch       |
| Coppa del Mondo di sci alpino 2006 | 21 gennaio 2006  | Michaela Dorfmeister  | Renate Götschl   | Janica Kostelić    |
| Coppa del Mondo di sci alpino 2008 | 15 dicembre 2007 | Anja Pärson           | Lindsey Vonn     | Maria Riesch       |
| Coppa del Mondo di sci alpino 2008 | 2 febbraio 2008  | Tina Maze             | Maria Holaus     | Lara Gut           |
| Coppa del Mondo di sci alpino 2010 | 10 gennaio 2010  | Maria Riesch          | Ingrid Jacquemod | Fabienne Suter     |
| Coppa del Mondo di sci alpino 2023 | 16 dicembre 2022 | Elena Curtoni         | Sofia Goggia     | Corinne Suter      |
| Coppa del Mondo di sci alpino 2023 | 17 dicembre 2022 | Sofia Goggia          | Ilka Štuhec      | Kira Weidle        |
| Coppa del Mondo di sci alpino 2024 | 9 dicembre 2023  | Mikaela Shiffrin      | Sofia Goggia     | Federica Brignone  |
| Coppa del Mondo di sci alpino 2024 | 10 dicembre 2023 | annullata             | annullata        | annullata          |

#### Supergigante
È incerto se le gare del 1999, 2000 e 2001 (evidenziate) si siano tenute sulla Corviglia o sulla vicina Engiadina.
| Competizione                       | Data             | Prima                | Seconda                                  | Terza                           |
| ---------------------------------- | ---------------- | -------------------- | ---------------------------------------- | ------------------------------- |
| Coppa del Mondo di sci alpino 2000 | 19 dicembre 1999 | Karen Putzer         | Alessandra Merlin                        | Régine Cavagnoud                |
| Coppa del Mondo di sci alpino 2002 | 22 dicembre 2001 | Karen Putzer         | Daniela Ceccarelli                       | Kirsten Clark Stefanie Schuster |
| Coppa del Mondo di sci alpino 2006 | 20 gennaio 2006  | Michaela Dorfmeister | Tina Maze                                | Nicole Hosp                     |
| Coppa del Mondo di sci alpino 2008 | 16 dicembre 2007 | Anja Pärson          | Emily Brydon                             | Renate Götschl                  |
| Coppa del Mondo di sci alpino 2008 | 3 febbraio 2008  | Emily Brydon         | Elisabeth Görgl                          | Renate Götschl                  |
| Coppa del Mondo di sci alpino 2009 | 20 dicembre 2008 | Lara Gut             | Fabienne Suter                           | Nadia Fanchini                  |
| Coppa del Mondo di sci alpino 2010 | 11 gennaio 2010  | Lindsey Vonn         | Andrea Fischbacher Marie Marchand-Arvier |                                 |
| Coppa del Mondo di sci alpino 2016 | 17 marzo 2016    | Tina Weirather       | Lara Gut                                 | Cornelia Hütter                 |
| Coppa del Mondo di sci alpino 2022 | 11 dicembre 2021 | Lara Gut             | Sofia Goggia                             | Mikaela Shiffrin                |
| Coppa del Mondo di sci alpino 2022 | 12 dicembre 2021 | Federica Brignone    | Elena Curtoni                            | Mikaela Shiffrin                |
| Coppa del Mondo di sci alpino 2023 | 18 dicembre 2022 | Mikaela Shiffrin     | Elena Curtoni                            | Romane Miradoli                 |
| Coppa del Mondo di sci alpino 2024 | 8 dicembre 2023  | Sofia Goggia         | Cornelia Hütter                          | Lara Gut                        |
| Coppa del Mondo di sci alpino 2025 | 21 dicembre 2024 | Cornelia Hütter      | Lara Gut                                 | Sofia Goggia                    |
| Coppa del Mondo di sci alpino 2025 | 22 dicembre 2024 | cancellata           | cancellata                               | cancellata                      |

#### Slalom gigante
| Competizione                       | Data             | Prima               | Seconda                 | Terza        |
| ---------------------------------- | ---------------- | ------------------- | ----------------------- | ------------ |
| Coppa del Mondo di sci alpino 2011 | 12 novembre 2010 | Tessa Worley        | Tanja Poutiainen        | Tina Maze    |
| Coppa del Mondo di sci alpino 2013 | 9 dicembre 2012  | Tina Maze           | Viktoria Rebensburg     | Tessa Worley |
| Coppa del Mondo di sci alpino 2014 | 15 dicembre 2013 | Tessa Worley        | Jessica Lindell Vikarby | Tina Maze    |
| Coppa del Mondo di sci alpino 2016 | 20 marzo 2016    | Viktoria Rebensburg | Taïna Barioz            | Lara Gut     |

#### Slalom speciale
| Competizione                       | Data          | Prima            | Seconda                 | Terza            |
| ---------------------------------- | ------------- | ---------------- | ----------------------- | ---------------- |
| Coppa del Mondo di sci alpino 2016 | 19 marzo 2016 | Mikaela Shiffrin | Veronika Velez Zuzulová | Frida Hansdotter |

#### Supercombinata
| Competizione                       | Data             | Prima           | Seconda              | Terza          |
| ---------------------------------- | ---------------- | --------------- | -------------------- | -------------- |
| Coppa del Mondo di sci alpino 2006 | 22 gennaio 2006  | Janica Kostelić | Anja Pärson          | Lindsey Vonn   |
| Coppa del Mondo di sci alpino 2009 | 19 dicembre 2008 | Anja Pärson     | Nicole Hosp          | Fabienne Suter |
| Coppa del Mondo di sci alpino 2010 | 9 gennaio 2010   | Anja Pärson     | Michaela Kirchgasser | Lindsey Vonn   |
| Coppa del Mondo di sci alpino 2012 | 27 gennaio 2012  | Lindsey Vonn    | Tina Maze            | Nicole Hosp    |
| Coppa del Mondo di sci alpino 2012 | 29 gennaio 2012  | Maria Riesch    | Lindsey Vonn         | Nicole Hosp    |